# 마크 로스코
마크 로스코(Mark Rothko, 1903년 ~ 1970년)는 추상회화의 본질과 형상에 혁명을 일으킨 미국인 화가 세대에 속한다. 45년에 걸친 마크 로스코의 활동 시기는 리얼리즘 시기(1924~1940), 초현실주의 시기(1940~1946), 과도기(1946~1949), 고전주의 시기(1949~1970) 넷으로 나눌 수 있다. 처음 두 시기에 로스코는 전원풍경화, 실내화, 도시풍경화, 정물화, 그리고 뉴욕의 지하철 그림들을 그렸는데, 이 중 마지막 주제는 이후의 작품들에도 많은 영향을 끼쳤다. 2차 대전과 전쟁 직후에 그린 작품들은 상징적이며 그리스 신화나 기독교적 모티브에 기반을 둔 것들이다. 로스코는 순수추상회화로 옮겨가던 과도기 시절에 소위 ‘멀티폼’이란 것을 만들어냈다. 이것은 안개가 낀 것처럼 몽롱한, 직사각형의 색면, 즉 유명한 고전주의 시기 작품으로 점차 발전해 나갔다.

## 작품 세계
마크 로스코는 2025년을 전후해 미국에서 일었던 급격한 화풍의 변화에 크게 기여한 인물이다. 해외에서의 전쟁으로 인한 폐해와 혼란을 피해 뉴욕으로 온 마크 로스코와 동시대 화가들의 회화는 구상화에서 추상화로 이행한다.
1923년 뉴욕으로 온 뒤 전설적인 예술 학생 연맹에서 수학한 것을 제외하면 마크 로스코는 정식 미술 수업을 거의 받지 않았다. 마크 로스코에게는 화가 밀턴 에버리(Milton Avery)라는 중요한 스승이 있었으며, 에버리의 절제된 형상, 미묘한 색감은 젊은 로스코의 작업 방향에 심오한 영향을 끼쳤다. 젊은 시절 드라마에 가졌던 관심을 발전시켜 신화와 심리 분석서들을 닥치는 대로 탐독했고, 렘브란트의 그림, 모짜르트의 음악, 니체의 철학은 마크 로스코의 사상에 핵심적인 자리를 차지한다.
1940년대에 이르러 마크 로스코는 '추상 표현주의 화가'라고 알려져 있으면서 때로는 '뉴욕 학파'라고도 불리는 느슨하게 구성된 일군의 화가들과 함께 활동한다. 그러나 이들 화가들이 전부 뉴욕에 기반을 두고 활동한 것은 아니며, 또한 추상화에 대한 접근방식도 서로 큰 차이를 보였다. 특히 밝은 시각 효과를 내는 색면이 일깨우는 신체적 감각을 탐구했다. 마크 로스코는 추상 이미지가 "휴먼 드라마"의 근원적 속성을 직접 반영할 수 있고, 회화가 비극, 환희, 숭고함과 같은 영원한 주제들과도 때로는 맥을 같이 할 수 있다고 믿었다.
초기: 1920년대 - 1930년
1920년에서 1930년대 시기동안 마크 로스코는 누드, 자화상, 인물이 있는 내부정경, 도시와 자연경관 등을 그린 수백 점의 그림을 종이와 캔버스에 남기고 있다. 마크 로스코의 그림에서 발견되는 형태의 고의적 변형과 물감의 엄격한 적용은 몹시 선망한 아프리카와 대양주 미술, 어린이 미술과 같은 몇몇 비서구 시각 전통이 공유한 특징들이다. 드로잉과 회화의 재료와 도구에 대한 초창기 실험적 시도는 흑연, 잉크, 투명/불투명 수채, 유채를 포함한 많은 소재를 통해 확인할 수 있다.
마크 로스코의 초기 전시회에는 야외 풍경을 그린 ‘무제’(풍경화)와 같은 수채 풍경화가 많이 포함되어 있다. 그러나 자연의 유기적 곡선 묘사는 재빨리 도시의 기하학적 구도로 대체된다. 동시에 형상은 갈수록 뒤틀려 나타나고, 이런 특징은 1930년대 말 그려진 두 작품 ‘거리 풍경’과 ‘지하철 환타지’에서 확연하게 드러난다. 후자는 마크 로스코가 뉴욕 지하철을 인간 소외를 상징하는 공간으로 탐구한 대표적 작품이다. 평면적이고 무표정하면서 지극히 연약한 인물들은 그물망 같은 답답한 지하세계에서 건축적 배경과 뒤섞인다.
과도기: 1940년대
자신의 예술이 인간조건의 비극성을 표현하기를 원했던 마크 로스코는 "이제 누구도 형상을 훼손하지 않고는 사용할 수 없는 때가 왔다"라고 말했다. 1940년 즈음 마크 로스코는 면 분할된 영역 속에 위치한 반복되는 형태와 심하게 분절된 인간 형상을 특징으로 하는 작품 ‘무제’와 같은 일련의 회화에서 그리스, 로마 신화를 탐구하기 시작했다. 이 시기가 진행될수록 마크 로스코의 이미지는 더욱 상징성을 띠고, ‘근원’, ‘물속 드라마’처럼 신체적 변형을 그린 회화로 이행하면서 추상화에 더욱 근접한다. 이 그림들은 초현실주의에서 영감을 받아 종이와 캔버스를 이용해 그려진 많은 그림들의 일부분이다.
1947년은 바야흐로 마크 로스코의 회화에서 모든 구상적 이미지는 다 사라지고 대신 느슨하게 정의된 "다층 형상"이라 불리는 색면의 비객관적 구도가 등장한다. ‘작품 9번’이 대표하는 다층 형상의 시기는 1947년에서 1949년까지 지속되며, 이 시기 마크 로스코의 작품 세계는 가장 급격한 변화를 보인다. 캔버스화의 방향과 모양, 그 위에 창조된 형태, 색조 범위는 구도상 절제되고 극도로 복잡한 색면을 특징으로 하는 마크 로스코 독특한 양식의 기초가 된다.
원숙기: 1950년 - 1970년
1950년경 마크 로스코는 자신만의 독특한 화풍을 구축하여 ‘단순한 표현 속의 복잡한 심정’이라는 그의 이상을 실현하였다. 이들 작품은 보통 1955년작 ‘무제’에서 나타나듯이 두개에서 네개의 직사각형이 큰 색면 위에 수직으로 배열되어 있는 구도를 보인다. 이런 형태 안에서 마크 로스코는 폭넓은 색채와 색조, 여러 가지 양식적 관계를 활용해 극적이고 소박하며 시적이기도 한 다양한 분위기와 효과를 자아낸다. 마크 로스코의 작품은 1957년 ‘무제’에서 볼 수 있듯이 1950년대에 상당히 어두워졌다. 1958년 무렵에는 화려한 색상 대신 붉은색, 갈색, 고동색, 검은색 등 어두운 색을 선택하여 사용하였고, 특히 생애 마지막 10년동안 몰두했던 벽화작업에서 이러한 경향은 두드러진다.
1968년 대동맥류가 발병한 후 마크 로스코는 주로 커다란 캔버스에 그리던 것을 그만두고 종이에 작품을 그리기 시작했다. 이들 작품 중 상당수는 판넬이나 직물 위에 설치되어 틀이 없는 캔버스화처럼 보인다. 1969년작 ‘무제’는 마크 로스코가 생애 마지막에 그린 고동색 혹은 검은색과 회색의 색면으로 이루어져 있다. 여기서 그의 작품 구도는 기본적인 색채, 색조, 색면의 대치구도로 한층 집약된다. 하지만 선명한 붉은색으로 가득찬 1970년작 ‘무제’에서 알 수 있듯이 이 시기 오로지 어두운 색채만이 그의 작품을 압도했던 것은 아니다.

## 연보
- 1903년트코비치가 9월 25일 러시아 드빈스크에서 안나 골딘과 야콥 로트코비치 사이에 네 자녀 중 막내로 태어나다.

- 1910년 아버지 로트코비치가 미국으로 이주하여 오리건주 포틀랜드에 정착하다.

- 1913년 마르코와 어머니, 누이가 미국으로 이주함으로써 가족들이 다시 모이게 된다.

- 1914년 아버지가 사망하다.

- 1921~23년 코네티컷주 뉴헤이번에 위치한 예일 대학교에 입학하다.

- 1924년 뉴욕 시의 아트 스튜던츠 리그(ASL)에서 조지 브리지먼의 해부학 강의를 듣다.

- 1925년 아트 스튜던츠 리그에서 맥스 웨버의 회화 수업을 듣다. 웨버의 영향으로 표현주의의 양식으로 캔버스나 종이 위에 그림을 그리다. 채색하기 전에 언제나 밑그림을 그리곤 했다.

- 1926년 웨버 밑에서 계속 회화 공부를 하다.

- 1929년 브루클린의 유대인 센터 아카데미에서 아이들을 가르치기 시작하다.

- 1932년 밀턴 에이버리와 아돌프 고틀리브를 만나 친구가 되다. 이디스 사샤와 결혼하다.

- 1933년 오리건 주의 포틀랜드 미술관에서 첫 개인전을 열다. 센터 아카데미에서 드로잉과 수채화를 제자들의 작품과 함께 전시하다.

- 1935년 독립 미술가 협회 ‘더 텐’을 공동창립하다. 벤 자이언, 아돌프 고틀리브, 루이스 해리스, 잭 쿠펠트, 루이스 샹거, 조지프 솔먼, 나훔 차즈바조프 그리고 일리야 볼로토프스키 등이 회원이었다. 로스코는 1940년 그룹이 해체되기까지 ‘더 텐’과만 전시회를 열었다.

- 1936년 뉴욕의 공공사업촉진국(WPA) 회화부에서 일하다.

- 1938년 미국 시민권을 취득하다.

- 1940년 이때부터 마크 로스코라는 이름만 사용하다.

- 1941년 신화에서 영감을 얻은 주제로 종이나 캔버스에 그리다.

- 1944년 초현실주의 양식의 추상화를 수채, 구이슈, 템페라로 종이에 그리다. 이디스 사샤와 이혼하다.

- 1945년 마리 앨리스(‘멜’) 비스틀과 재혼하다.

- 1946년 초현실주의 양식의 마지막 작품을 종이에 그리다.

- 1947년 멀티폼의 등장으로 점점 더 추상화 경향을 띠고, 이것은 몇 달 후 후기작을 특징짓는 사각형 색면으로 발전하게 된다. 이 시기에 종이에 그리는 일이 적어진다. 뉴욕의 베티 파슨스 화랑에서 첫 개인전을 열다.

- 1948년 뉴욕의 휘트니 미술관에서 열린 ‘현대 미국 조각, 수채, 그리고 드로잉 연례 전시’에 참가하다. 어머니 케이트가 가을에 사망하다.

- 1949년 캘리포니아 미술학교에서 회화를 가르치고 현대미술 강의를 맡게 되다. 베티 파슨스 화랑에서 성숙기 작품을 처음으로 발표하다. 이후 작품 제목은 모두 번호와 제작 연도로만 이루어지게 된다.

- 1950년 여객선을 타고 유럽으로 여행을 떠나 영국, 프랑스, 이탈리아를 방문하다. 딸 케이트가 태어나다.

- 1951년 브루클린 대학의 드로잉 교수가 되다.

- 1952년 뉴욕 근대미술관에서 열린 유명한 ‘15인의 미국인전’에 참가하다.

- 1954년 시카고 아트 인스티튜트에서 개인전을 열다.

- 1955년 시드니 재니스 화랑에서 개인전을 열다.

- 1958년 뉴욕의 시그램 빌딩 벽화 제작을 맡게 되다.

- 1961년 하버드 대학교로부터 홀리요크 센터의 식당 벽화 주문을 받다.

- 1964년 존과 도미니크 드 메닐에게 고용되어 휴스턴의 새 예배당을 위한 기념비적 벽화를 제작하다.

- 1966년 세 번째로 유럽을 여행하다.

- 1968년 동맥류를 앓아 3주간 병원에 입원하다.

- 1970년 2월 25일에 자살하다.

- 1971년 텍사스주 휴스턴의 로스코 예배당의 봉헌식이 거행되다.[4]

## 대표 작품
- 《무제》, 1956년

- 《무제(지하철》, 1937년경

- 《무제(하양과 빨강 위의 바이올렛, 검정, 오렌지, 노랑)》, 1949년

- 《전조》, 1943년

- 《무제》, 1948년

- 《무제(빨강 위의 파랑, 노랑, 초록)》, 1954년

- 《No. 61(녹빛과 파랑)[파랑 위에 갈색, 파랑, 갈색]》, 1953년

- 《사프란》, 1957년

- 《무제(노랑, 빨강, 파랑)》, 1953년

- 《패널 1(하버드 3면 벽화)》, 1962년

- 《무제》, 1968년

- 《No. 207(짙은 회색 위의 빨강과 짙은 파랑)》, 1961년

- 《No. 14/No. 10(황록색)》, 1953년

- 《무제(회색 위에 검은색)》, 1969/1970년[5]

## 같이 보기
- 초현실주의